# Franklin County (Maine)
Franklin County ist ein County im Bundesstaat Maine der Vereinigten Staaten. Der Sitz der Countyverwaltung (County Seat) befindet sich in Farmington. Benannt ist es nach Benjamin Franklin.

## Geographie
Nach Angaben der Volkszählungsbehörde der USA hat das County eine Gesamtfläche von 4518 Quadratkilometern. Davon sind 120 Quadratkilometer, entsprechend 2,67 Prozent, Wasserflächen. Das County grenzt im Uhrzeigersinn an die Countys: Somerset County, Kennebec County, Androscoggin County, Oxford County und Le Granit (Kanada).

## Geschichte
44 Bauwerke und Stätten des Countys sind im National Register of Historic Places eingetragen (Stand 11. November 2017).

## Demografische Daten

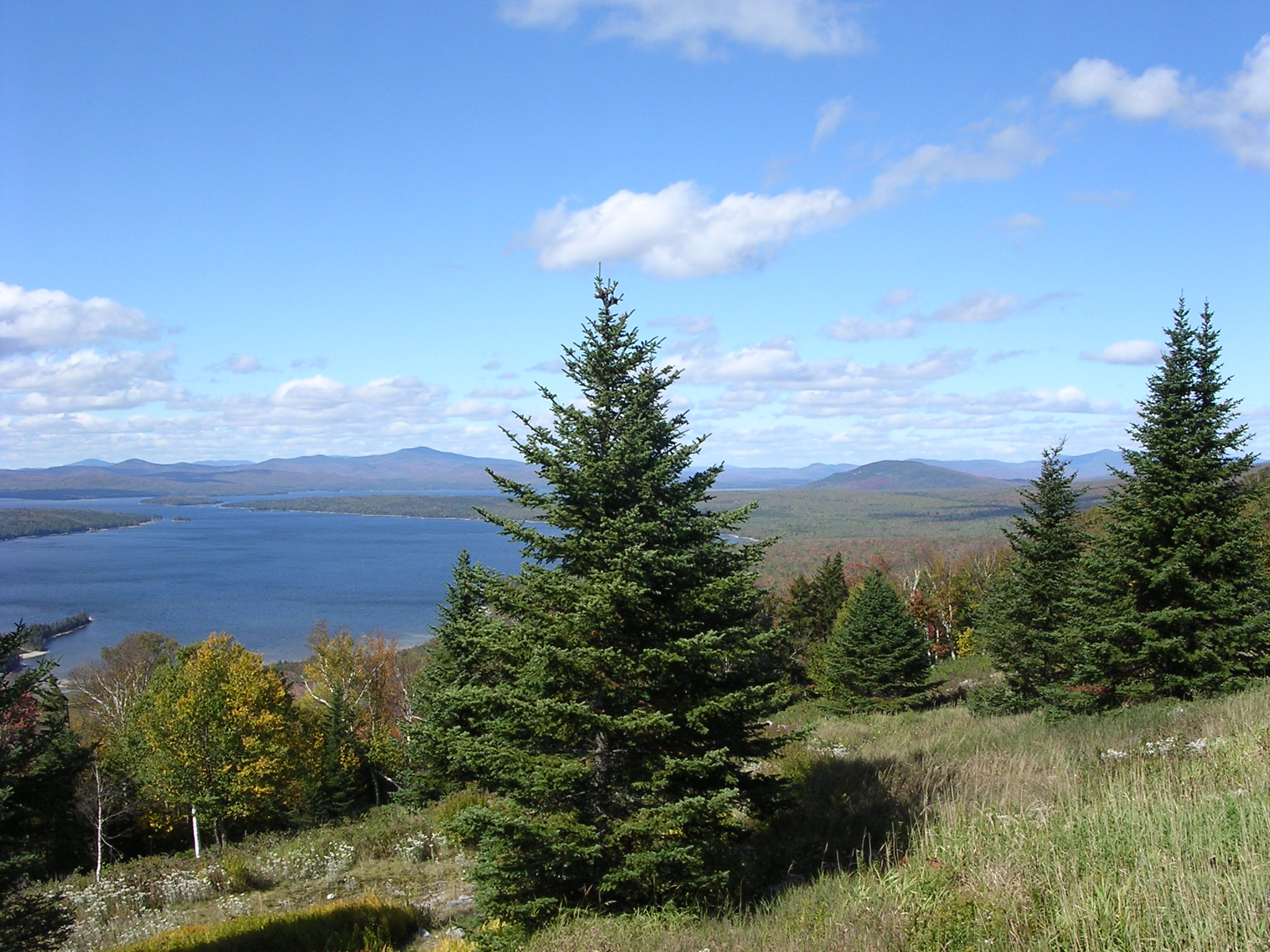
Der Mooselookmeguntic Lake

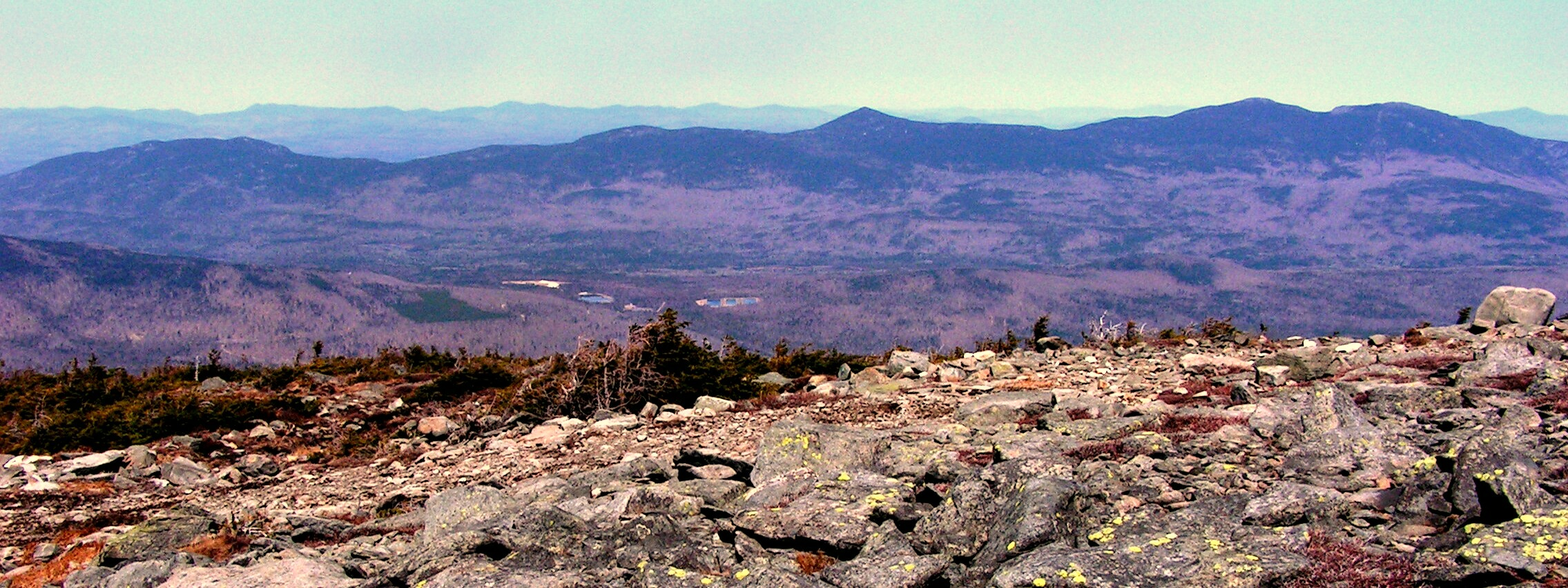
Der Bigelow Mountain

Nach der Volkszählung im Jahr 2000 lebten im County 29.467 Menschen. Es gab 11.806 Haushalte und 7.744 Familien. Die Bevölkerungsdichte betrug 7 Einwohner pro Quadratkilometer. Ethnisch betrachtet setzte sich die Bevölkerung zusammen aus 97,96 % Weißen, 0,24 % Afroamerikanern, 0,37 % amerikanischen Ureinwohnern, 0,43 % Asiaten, 0,02 % Bewohnern aus dem pazifischen Inselraum und 0,17 % aus anderen ethnischen Gruppen; 0,81 % stammten von zwei oder mehr ethnischen Gruppen ab. 0,54 % der Bevölkerung waren spanischer oder lateinamerikanischer Abstammung.
Von den 11.806 Haushalten hatten 29,50 % Kinder und Jugendliche unter 18 Jahre, die bei ihnen lebten. 52,40 % waren verheiratete, zusammenlebende Paare, 9,20 % waren allein erziehende Mütter. 34,40 % waren keine Familien. 25,80 % waren Singlehaushalte und in 10,50 % lebten Menschen im Alter von 65 Jahren oder darüber. Die Durchschnittshaushaltsgröße betrug 2,40 und die durchschnittliche Familiengröße lag bei 2,88 Personen.
Auf das gesamte County bezogen setzte sich die Bevölkerung zusammen aus 23,50 % Einwohnern unter 18 Jahren, 11,10 % zwischen 18 und 24 Jahren, 26,40 % zwischen 25 und 44 Jahren, 24,80 % zwischen 45 und 64 Jahren und 14,20 % waren 65 Jahre alt oder darüber. Das Durchschnittsalter betrug 38 Jahre. Auf 100 weibliche Personen kamen 93,40 männliche Personen, auf 100 Frauen im Alter ab 18 Jahren kamen statistisch 89,20 Männer.
Das jährliche Durchschnittseinkommen eines Haushalts betrug 31.459 USD, das Durchschnittseinkommen der Familien betrug 37.863 USD. Männer hatten ein Durchschnittseinkommen von 30.475 USD, Frauen 20.442 USD. Das Prokopfeinkommen betrug 15.796 USD. 14,60 % der Bevölkerung und 10,70 % der Familien lebten unterhalb der Armutsgrenze. 17,90 % davon waren unter 18 Jahre und 9,50 % waren 65 Jahre oder älter.

## Städte und Gemeinden
Franklin County ist in 21 eigenständige Gemeinden aufgeteilt. Darunter befindet sich keine City. Vier Gebiete sind als Plantation organisiert, die verbleibenden 17 Gemeinden sind Towns. Einer weiteren Town, Madrid, wurde im April 2000 das Recht zur Selbstverwaltung wegen sinkender Bevölkerungszahlen entzogen.
| Ortschaft           | Status     | Einwohner (2020) | Gesamte Fläche [km²] | Landfläche [km²] | Bevölkerungsdichte [Einwohner / km²] | Gründung ’’incorporated’’ | Besonderheit          |
| ------------------- | ---------- | ---------------- | -------------------- | ---------------- | ------------------------------------ | ------------------------- | --------------------- |
| Avon                | town       | 450              | 107,5                | 106,9            | 4,2                                  | 22. Feb. 1802             |                       |
| Carrabassett Valley | town       | 673              | 200,8                | 200,4            | 3,4                                  | 26. Okt. 1972             |                       |
| Carthage            | town       | 509              | 86,2                 | 85,9             | 5,9                                  | 20. Feb. 1826             |                       |
| Chesterville        | town       | 1.328            | 97,5                 | 94,4             | 14,2                                 | 20. Feb. 1802             |                       |
| Coplin              | plantation | 131              | 33,1                 | 33,1             | 4,0                                  | 10. März 1893             |                       |
| Dallas              | plantation | 309 (2010)       | 105,0                | 101,0            | 3,1                                  | 5. März 1895              |                       |
| Eustis              | town       | 641              | 107,1                | 101,3            | 6,3                                  | 30. März 1857             |                       |
| Farmington          | town       | 7.592            | 145,1                | 144,6            | 52,7                                 | 1. Feb. 1794              | Shire Town des County |
| Industry            | town       | 788              | 80,8                 | 77,6             | 10,2                                 | 20. Juni 1803             |                       |
| Jay                 | town       | 4.620            | 127,5                | 125,5            | 36,9                                 | 26. Feb. 1795             |                       |
| Kingfield           | town       | 960              | 112,9                | 112,5            | 8,6                                  | 24. Jan. 1816             |                       |
| New Sharon          | town       | 1.458            | 120,6                | 119,0            | 12,2                                 | 20. Juni 1794             |                       |
| New Vineyard        | town       | 721              | 94,2                 | 92,9             | 7,8                                  | 22. Feb. 1802             |                       |
| Phillips            | town       | 898              | 132,4                | 131,9            | 6,8                                  | 5. Feb. 1812              |                       |
| Rangeley            | town       | 1.222            | 144,3                | 107,8            | 11,4                                 | 8. März 1855              |                       |
| Rangeley Plantation | plantation | 184              | 122,8                | 105,4            | 1,7                                  | 5. März 1895              |                       |
| Sandy River         | plantation | 128              | 91,0                 | 88,0             | 1,5                                  | 23. März 1905             |                       |
| Strong              | town       | 1.122            | 75,8                 | 74,4             | 15,3                                 | 31. Jan. 1801             |                       |
| Temple              | town       | 527              | 92,7                 | 92,1             | 5,7                                  | 20. Juni 1803             |                       |
| Weld                | town       | 376              | 163,2                | 154,4            | 2,4                                  | 2. Feb. 1816              |                       |
| Wilton              | town       | 3.835            | 110,9                | 106,9            | 35,9                                 | 22. Juni 1803             |                       |

Unincorporated Areas:
- Freeman
- Madrid
- Mooselookmeguntic

Census-designated places:
- Chisholm (1380)
- Farmington (4288)
- Wilton (2198)

Unorganized Territory
Nicht alle bewohnten Bereiche des Countys sind selbstverwaltet. Insbesondere die dünn besiedelten Bereiche im Norden sind als Territories organisiert und werden zentral verwaltet.
- Wyman (70)
- West Central Franklin (0)
- South Franklin (70)
- North Franklin (61)
- East Central Franklin (526)